# Christliches Radio München
Das Christliche Radio München (CRM) ist ein privater lokaler Hörfunksender in München. Über UKW ist er auf der Splitfrequenz 92,4 MHz zu empfangen. Außerdem über DAB+ und im Internet über die Homepage. Er betreibt auch zwei 24h-Kanäle bei laut.fm.

## Allgemeines
Das Christliche Radio München ist ein Arbeitszweig des gemeinnützigen Vereins Christliche Medien München e.V. Der Sender wendet sich mit christlichen Inhalten, die sich an der Glaubensbasis der Evangelischen Allianz orientieren, an ein kirchenfernes Publikum. Es finanziert sich fast ausschließlich durch Spenden, aber zu einem kleineren Teil auch durch Werbung. Redaktionelle Schwerpunkte sind aktuelle Ereignisse, Informationen und Veranstaltungshinweise aus dem christlichen Bereich in der Region München. Die tatsächliche Reichweite wird in der Funkanalyse von 2014 mit rund 1000 Hörern für die Sendung am Sonntag angegeben bei einem „weitesten Hörerkreis“ von 18.000 Hörern im Empfangsgebiet.

## Programm
Die Kernzielgruppe sind Radiohörer von 25 bis 55 Jahren sowie Kinder und Jugendliche ab 8 Jahren.
Die Magazinsendung ist Montag bis Freitag von 14 bis 15 Uhr und um Mitternacht sowie sonntags um 9 und 13 Uhr im UKW zu hören. Montag bis Freitag im DAB+ von 16–18 Uhr, unter dem Claim CRM 92.4 zu hören. Gespielt wird überwiegend zeitgenössische Christliche Popmusik in den Musikformaten Alternative, Folk, Hip-Hop/Rap, Indie, Pop, Rock und Singer/Songwriter. Zum redaktionellen Teil gehören v. a. Informationen über den christlichen Glauben und Lebenshilfe aus christlicher Sicht.
Sonntags wird ein Predigtgottesdienst aus der Region sowie ein Wochenrückblick gesendet.
Der Sender betreibt außerdem einen „Worship-Kanal“ als Webradio mit Lobpreis- und Anbetungsmusik, wie sie vorwiegend in Freikirchen gesungen werden.

## Empfang
Das Programm ist über UKW in München auf 92,4 MHz zu hören und wird in die örtlichen Kabelnetze eingespeist. Über DAB ist der Sender seit 30. November 2012 digital im Frequenzblock München 11C zu empfangen. Über radio.de stehen das Hauptprogramm und der Worship-Kanal als Internetradio zur Verfügung.
Beim UKW-Empfang teilt sich CRM die Splitfrequenz 92,4 MHz mit LORA München, Radio Horeb, Radio Feierwerk sowie ab 2017 auch mit Radio München. Bei der Neuvergabe der Lizenzen für die Frequenz 92,4 MHz im März 2017 lagen Bewerbungen von sechs Sendern vor, so dass ein schwieriger Kompromiss erarbeitet werden musste. Dabei wurde die CRM-Sendezeit von 16 bis 17 Uhr auf 14 bis 15 Uhr vorverlegt. Die Vorverlegung stellte CRM vor organisatorische Probleme, da ehrenamtliche Mitarbeiter selten so früh Zeit haben.